# Outrider
Outrider es el primer y único álbum en solitario del exguitarrista de Led Zeppelin Jimmy Page, editado por Geffen en 1988.
El disco fue grabado y mezclado por el prestigioso ingeniero de sonido Leif Masses en los Sol Studios, propiedad de Page, y fue producido por el mismo Page.
El guitarrista contó con una serie de músicos invitados, como Robert Plant, que canta un tema ("The Only One"), el hijo de John Bonham, Jason a la batería, el vocalista de blues británico Chris Farlowe (quien ya trabajara con Page en la banda sonora de Death Wish II), o el músico y cantante inglés John Miles y el bajista Venezolano radicado en Inglaterra Mr Durban Laverde entre otros.
El LP llegó al puesto Nº 26 del Billboard 200, y fue ubicado en el 16º puesto por la revista Kerrang! entre los álbumes de 1988.
Outrider es el único álbum oficial como solista de Page, más allá de la mencionada banda de sonido de Death Wish II, o la fallida de Lucifer Rising, esta última editada oficialmente por Page recién en 2012.

## Lista de canciones
Lado A
1. "Wasting My Time" (Page, Miles)	4:28
2. "Wanna Make Love" (Page, Miles)	5:20
3. "Writes of Winter" (Instrumental) (Page)  3:27
4. "The Only One" (Page, Plant)	4:27
5. "Liquid Mercury" (Instrumental) (Page)	3:04

Lado B
1. "Hummingbird" (Leon Russell)	5:22
2. "Emerald Eyes" (Instrumental) (Page)	3:20
3. "Prison Blues" (Page, Farlowe)	7:10
4. "Blues Anthem (If I Cannot Have Your Love...)" (Page, Farlowe) 3:24

## Personal
- Jimmy Page - guitarras, sintetizador, voces
- Barriemore Barlow - batería en "Liquid Mercury" & "Emerald Eyes"
- Jason Bonham - batería
- Chris Farlowe - voz en "Hummingbird", "Prison Blues" & "Blues Anthem (If I Cannot Have Your Love...)"
- Tony Franklin - bajo en "Wasting My Time"
- Felix Krish - bajo en "The Only One", "Liquid Mercury", "Emerald Eyes", "Prison Blues" & "Blues Anthem (If I Cannot Have Your Love...)"
- Durban Laverde - bajo en "Wanna Make Love", "Writes of Winter" & "Hummingbird"
- John Miles - voz en "Wasting My Time" & "Wanna Make Love"
- Robert Plant - voz en "The Only One"